# Eddy-diffusie

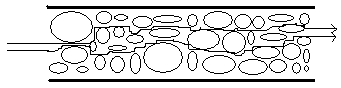
Eddy-diffusie in een kolom

Eddy-diffusie, ook wel convectieve dispersie genoemd, is een effect dat leidt tot piekverbreding bij een chromatogram. Deze piekverbreding komt door de onregelmatige verdeling van de stationaire fase van een kolom. De mobiele fase kan er op verschillende manieren doorheen stromen, waarbij niet alle routes gelijk zijn. Hierdoor is de mobiele fase beter in contact met de stationaire fase en vindt er dus een betere scheiding plaats. De pieken in een chromatogram worden dankzij dit verschijnsel echter ook breder, omdat niet elke route van de mobiele fase even lang duurt.
De eddy-diffusie kan worden uitgerekend met de formule:
{\displaystyle A=2\cdot l\cdot d_{p}}
Waarbij: 
- l = pakkingsfactor
- dp = pakkingsmateriaal dikte (mm)